# Naqenj
Naqenj (persiska: نقنج, Naqūnī, Nāghuni) är en ort i Iran.   Den ligger i provinsen Khorasan, i den östra delen av landet, 800 km öster om huvudstaden Teheran. Naqenj ligger 2 101 meter över havet och antalet invånare är 562.
Terrängen runt Naqenj är kuperad västerut, men österut är den platt. Runt Naqenj är det glesbefolkat, med 12 invånare per kvadratkilometer. Naqenj är det största samhället i trakten. Omgivningarna runt Naqenj är i huvudsak ett öppet busklandskap.